# Kościół Garnizonowy Świętych Apostołów Piotra i Pawła w Gdańsku
Kościół Garnizonowy Świętych Apostołów Piotra i Pawła – zabytkowy rzymskokatolicki kościół parafialny należący do parafii cywilno-wojskowej Matki Odkupiciela w Gdańsku. Znajduje się w gdańskiej dzielnicy Wrzeszcz Górny.

## Historia
Jest to świątynia wybudowana w 1899 roku. Została zaprojektowana w stylu neogotyckim przez architekta Gotthilfa Ludwiga Möckla. Budowla była odpowiedzią na szybko wzrastającą liczbę mieszkańców Wrzeszcza oraz przybywających do Gdańska żołnierzy wyznania luterańskiego.
Od wybudowania do początku II wojny światowej obiekt pełnił funkcję świątyni garnizonowej dla pułku przybocznej cesarskiej kawalerii (Leibhusaren), zajmującego koszary przy ulicy Słowackiego (dawniej Am Hochstrieß). Pierwszym pastorem świątyni był Eduard Karl Lutzew. Po zakończeniu II wojny budowla została przejęta przez katolików i zaczęła pełnić rolę kościoła garnizonowego Wojska Polskiego.

## Architektura i wnętrze

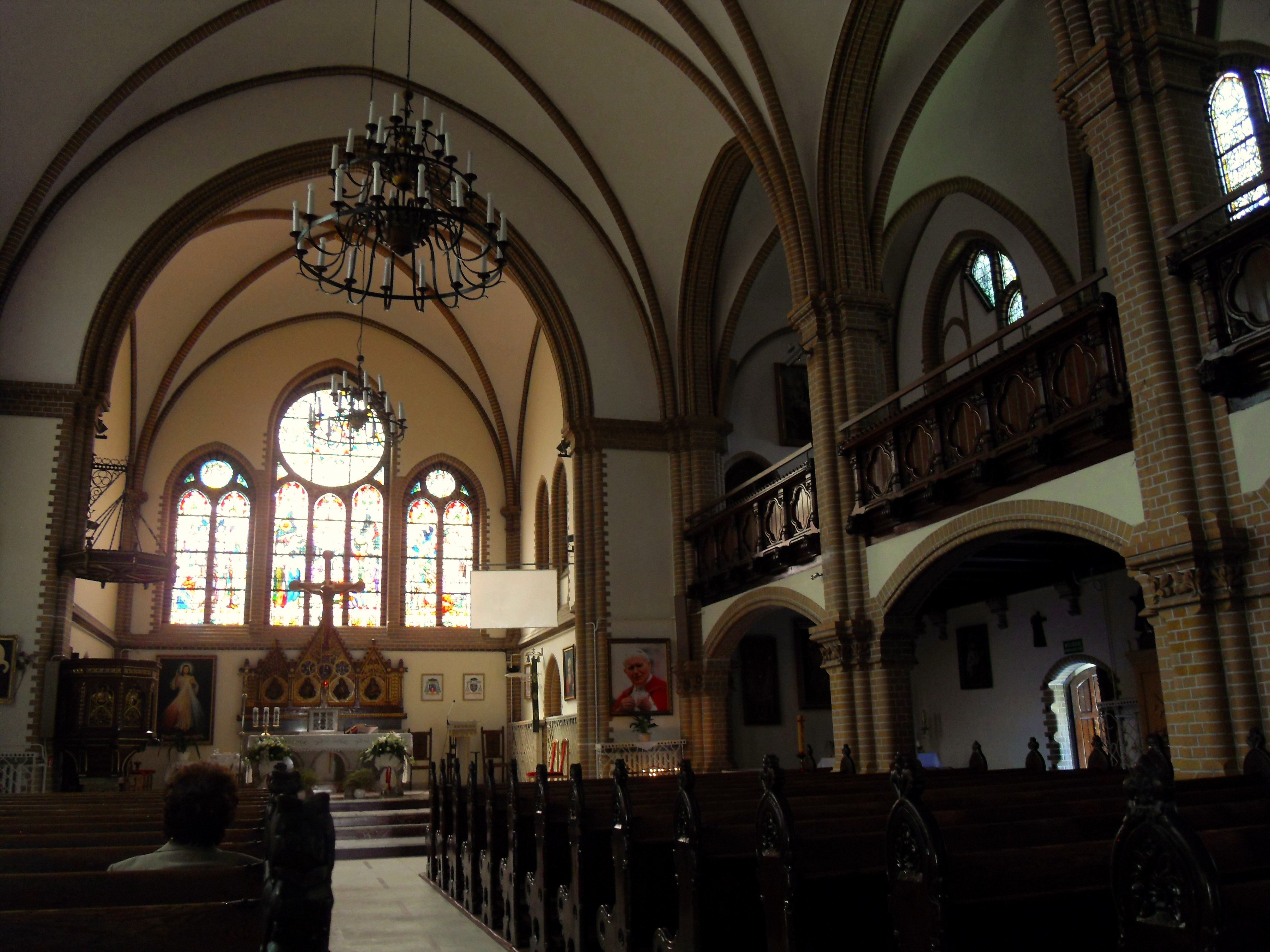
Wnętrze kościoła

Kościół posiada dwie niesymetryczne nawy oraz zakończone ścianą prostą prezbiterium. Nawę główną nakrywa dach dwuspadowy. Na środku fasady jest umieszczony portal ozdobiony wielką rozetą, zwieńczoną trójkątnym szczytem z ostrołukowymi blendami i posągami Świętych Apostołów Piotra i Pawła. W narożniku północno-zachodnim znajduje się wieża zegarowa razem z kaplicą chrzcielną w przyziemiu. Wnętrze świątyni jest nakryte sklepieniem o charakterze salowym. W nawie bocznej jest umieszczona empora. Witraże, ufundowane przez małżonkę Wilhelma II Hohenzollerna, cesarzową Augustę Wiktorię, przedstawiają sceny z życia Chrystusa. Wykonane zostały przez Ferdynanda Müllera z Quedlinburga.